# Prismatocarpus hispidus
Prismatocarpus hispidus är en klockväxtart som beskrevs av Robert Stephen Adamson. Prismatocarpus hispidus ingår i släktet Prismatocarpus och familjen klockväxter. Inga underarter finns listade i Catalogue of Life.